# Daxu (köpinghuvudort i Kina, Zhejiang Sheng, lat 29,53, long 121,88)
Daxu (kinesiska: 大徐, 大徐镇) är en köpinghuvudort i Kina. Den ligger i provinsen Zhejiang, i den östra delen av landet, omkring 180 kilometer sydost om provinshuvudstaden Hangzhou. Antalet invånare är 12 787. Befolkningen består av 6 316 kvinnor och 6 471 män. Barn under 15 år utgör 11,0 %, vuxna 15-64 år 72 %, och äldre över 65 år 16,0 %.
Runt Daxu är det tätbefolkat, med 369 invånare per kvadratkilometer. Närmaste större samhälle är Danxi, 6,5 km söder om Daxu. I omgivningarna runt Daxu växer i huvudsak blandskog.
Genomsnittlig årsnederbörd är 1 837 millimeter. Den regnigaste månaden är juni, med i genomsnitt 338 mm nederbörd, och den torraste är januari, med 56 mm nederbörd.